# Edmund Lyons
Edmund Lyons, 1. baron Lyons (anglicky Edmund Lyons, 1st Baron Lyons of Christchurch, 1st Baronet Lyons of Christchurch), GCB, KCH (21. listopad 1790 – 23. listopad 1858) byl britský admirál a diplomat. Za své bohaté vojensko-diplomatické kariéry vystřídal posty vyslance ve Švédsku, Švýcarsku a Řecku) a završil ji jako velitel britského Středomořského loďstva na Černém moři za krymské války.

## Život
Narodil se ve Whitehayes House v Burtonu poblíž Christchurche. Byl čtvrtým synem Johna Lyonse a jeho ženy Catherine Walrondové, dcery Swete Walronda, 5. markýze de Vallado.

### Služba u námořnictva

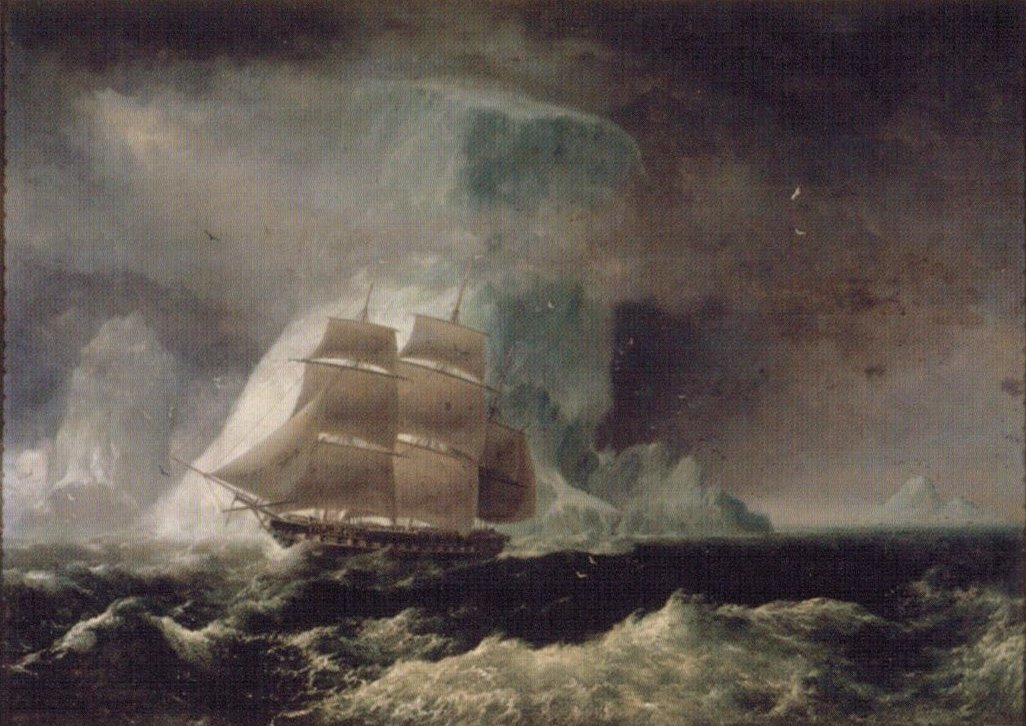
HMS Blonde na malbě z roku 1825

V roce 1803 vstoupil k britskému královskému námořnictvu a v roce 1810 sloužil na 18dělovém škuneru HMS Barracouta při obsazení nizozemského města Banda Neira na Nové Guineji. Následujícího roku vedl výsadek útočící na Fort Marrack, nalézající se západně od Batávie. V roce 1814 velel škuneru HMS Rinaldo, který byl součástí flotily doprovázející francouzského krále Ludvíka XVIII. na jeho cestě z exilu z Velké Británie do Francie. Po období míru, které následovalo po napoleonských válkách, nemohl Lyons, stejně jako mnoho dalších britských důstojníků, najít zaměstnání, dokud v roce 1828 nebyl učiněn velitelem 46dělové fregaty HMS Blonde. S ní pak zaútočil na turecké síly v Morejském hradu nedaleko Patry v rámci britského zapojení do řecké osvobozenecké války. V roce 1829 křižoval po Černém moři a roku 1831 se stal velitelem fregaty HMS Madagascar, jejíž předchozí velitel sir Robert Spencer zemřel v Alexandrii. Lyons dopravil Madagascar zpět do Británie, avšak velení si ponechal i poté a v únoru 1832 se s ní plavil opět do Středozemního moře, kde v srpnu téhož roku dopravil nově vybraného řeckého krále Otu z Brindisi do Nafplia.

### Diplomatická služba
Jeho přátelství s řeckým králem hrálo významnou roli v jeho následující kariéře. Poté, co se roku 1834 Madagascar vrátil na Britské ostrovy, Lyons neviděl svou budoucnost v námořnictvu v mírových časech. Proto opustil námořnictvo a přijal diplomatickou misi do Řecka, kde se stal britským vyslancem v Athénách. Roku 1840 se stal baronetem. V roce 1849 se stal zplnomocněným vyslancem ve Švýcarsku a za svou službu mu byla následujícího roku udělena hodnost kontradmirála modré eskadry. V roce 1851 byl učiněn vyslancem ve Stockholmu.

### Krymská válka
Roku 1853 byl na pobídku sira Jamese Grahama, prvního lorda admirality, přemluven k návratu do námořní služby a získal post zástupce velitele Středozemního loďstva. Za léta své diplomatické služby dostal navíc 900 £ roční penze. Již jako kontradmirál bílé eskadry se na parní fregatě HMS Terrible vydal dne 5. listopadu 1853 směrem k Dardanelám, kde se měl nalodit na svou vlajkovou loď, 91dělovou parní řadovou loď HMS Agamemnon. Po celý následující rok pomáhal veliteli loďstva admirálovi sirovi Jamesovi Deansovi Dundasovi s rozličnými úkoly, od průzkumu ruských pozic, přes kooperaci s francouzským a tureckým loďstvem a transport britské armády na Krym až po vedení ostřelování přístavu Sevastopol. Dne 20. prosince 1854 opustil admirál Dundas loďstvo a velení převzal Lyons, který byl po chvíli potvrzen novým velitelem Středomořského loďstva. Roku 1856 se stal anglickým peerem jako baron Lyons z Christchurche.

### Smrt
Lyons zemřel v hradě Arundel v Sussexu dne 23. listopadu 1858. Jeho tělo bylo pohřbeno v kryptě pod Fitzalanovou kaplí na tomto hradě. Na jeho památku byla v roce 1860 vztyčena mramorová socha v životní velikosti v katedrále svatého Pavla v Londýně.

## Rodina
Roku 1814 se oženil s Augustou Louisou Rogersovou (1791–1852), mladší dcerou a spoludědičkou kapitána Josiase Rogerse, se kterou měl dva syny a dvě dcery:
- Anne Theresa Bickerton Lyonsová (1815–1894), v roce 1839 provdána za Philipa Hartmanna Veita barona von Würtzburg
- Richard Bickerton Pemell Lyons (1817–1887), 2. baron Lyons, od roku 1881 vikomt, diplomat, britský velvyslanec v USA (1858–1865), Turecku (1865–1867) a Francii (1867–1887)
- Edmund Moubray Lyons (1819–1855), kapitán britského královského námořnictva, padl v krymské válce při obléhání Sevastopolu
- Augusta Mary Minna Catherine Lyonsová (1821–1886), v roce 1839 provdána za Henryho Granville Fitzalan-Howarda, pozdějšího 14. vévodu z Norfolku

## Vyznamenání
Za svou životní dráhu obdržel Lyons několik vyznamenání:
- Řád Guelfů, komandér 2. třídy (1835)
- Řád lázně, velkokříž civilní i vojenské řady
- Řád sv. Michala a sv. Jiří, velkokříž
- francouzský Řád čestné legie, velkokříž
- francouzský Řád svatého Ludvíka, rytíř (1828)
- italský Vojenský savojský řád, velkokříž
- řecký Řád Spasitele, velkokříž (1833)
- turecký Řád Medžidie, velkokříž